# Лімфорея
Лімфорея (лимфорагія) — патологічний стан, що виникає при пошкодженні лімфатичних судин, та характеризується витіканням лімфи в зовнішнє середовище або в порожнину рани.
Травми, що призводять до порушення цілісності лімфатичних судин, зокрема при переломах кісток, оперативних втручаннях. При пошкоженні грудного протоку можливий розвиток хільозного плевриту або хільозного асциту, в залежності від рівня пошкодежння.

## Лікування
При розвитку даного ускладнення внаслідок оперативних втручань необхідним є ревізія постопераційної рани, ідентифікації пошкодженої лімфатичної судини та її перев'язка. Можливе також консервативне лікування: призначаються аналоги соматостатину.